# Alexander Isak
Alexander Isak (pronunciación en sueco: /alɛkˈsanːdɛr ˈiːsak/ Solna, Estocolmo, 21 de septiembre de 1999) es un futbolista sueco que juega en la posición de delantero y su equipo es el Newcastle United F. C. de la Premier League de Inglaterra.

## Trayectoria

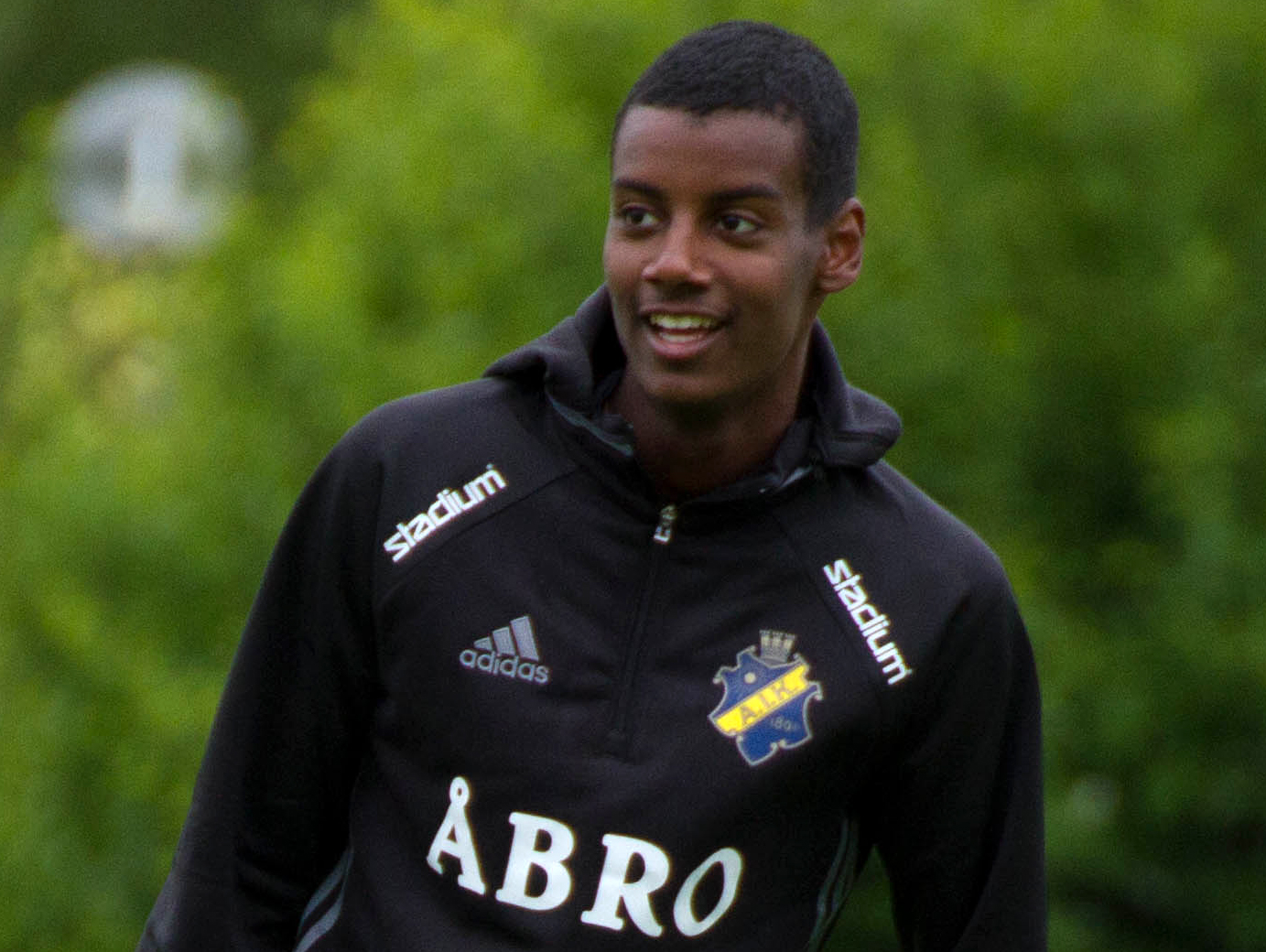
Alexander Isak en un entrenamiento en mayo de 2016.

### Inicios y AIK Solna
Nació y se crio en Solna, condado de Estocolmo, de padres eritreos. Empezó a jugar al fútbol en las categorías inferiores del AIK Solna, equipo de su localidad a los seis años. Hizo su debut profesional el 28 de febrero de 2016, entrando en el minuto veinticinco del segundo tiempo, frente al Tenhults IF por la Copa de Suecia a la edad de 16 años, además, marcó un gol para un resultado final de 6-0. El 7 de abril, el entrenador del AIK Solna, Andreas Alm, incluyó a Isak en la alineación titular para el partido frente al Östersunds FK por la Allsvenskan. Marcó el segundo gol del partido en la victoria final por 2-0, convirtiéndose en el jugador más joven en anotar para el AIK Solna en la Allsvenskan a la edad de 16 años y 199 días.
El 25 de abril anotó por primera vez en el estadio del AIK, abriendo el marcador en la victoria por 2-1 ante el IF Elfsborg. El 3 de mayo, firmó su primer contrato profesional hasta fines de 2018, tras haber impresionado en sus primeros partidos y estableciéndose como titular indiscutible. Más tarde, el entrenador Alm fue despedido, pero el nuevo técnico Rikard Norling lo confirmó para ser titular. El 21 de septiembre, el día de su cumpleaños diecisiete, anotó dos goles en el derby frente al Djurgårdens IF, coronando un maravilloso cumpleaños. Más tarde fue descrito por su compañero de equipo, Chinedu Obasi, como "El Nuevo Zlatan Ibrahimović."

### Borussia Dortmund
El 21 de enero de 2017 fichó por el Borussia Dortmund, por ocho millones de euros. 
En sus inicios, empezó jugando en el equipo reserva alternando de vez en cuando con el equipo sub-19 de la Liga Juvenil.
Debutó oficialmente el 14 de marzo de 2017 en los cuartos de copa ante el SF Lotte jugando 4 minutos. Durante el resto de temporada no volvió a jugar con el primer equipo.
Su primer gol lo marcó contra el 1. F. C. Magdeburgo en la segunda ronda de copa, partido en el que también dio una asistencia de gol.

### Willem II
El 25 de enero de 2019 el Willem II logró su cesión hasta final de temporada.

### Real Sociedad
El 12 de junio de 2019 la Real Sociedad hizo oficial su incorporación hasta el 30 de junio de 2024.
El 3 de abril de 2021, en el Estadio de la Cartuja, conquistó la Copa del Rey al vencer en la final, pendiente del año anterior debido a la pandemia de COVID-19, por 1-0 al Athletic Club.

### Newcastle United
El 26 de agosto de 2022 se hizo oficial su incorporación como nuevo jugador del Newcastle United F. C. firmando un contrato de larga duración.
El 16 de marzo de 2025 anotó el segundo gol frente al Liverpool F. C. en la final de la Copa de la Liga, tanto que sirvió para ganar el primer título en 70 años de la historia de la entidad. Esa temporada consiguió 27 goles en 42 partidos.

## Selección nacional
Es internacional absoluto con la selección de Suecia desde 2017. Fue convocado al equipo nacional para dos amistosos frente a Costa de Marfil el 8 de enero, y Eslovaquia, cuatro días más tarde. Debutó en el primer partido, sustituyendo a Per Frick en el minuto diecisiete del segundo tiempo, en una derrota por 2-1. En el segundo, contra Eslovaquia, ingresaría en el minuto diecinueve del segundo tiempo, donde marcó el último gol del partido en una victoria por 6-0. Además se convirtió en el jugador más joven en anotar un gol con la selección sueca.

#### Partidos internacionales
| 1. | 8 de enero de 2017  | Estadio Sheikh Zayed, Abu Dabi, Emiratos Árabes Unidos | Suecia | 0-2 | Costa de Marfil |     | Amistoso                            | 62' |
| 2. | 12 de enero de 2017 | Estadio Sheikh Zayed, Abu Dabi, Emiratos Árabes Unidos | Suecia | 6-0 | Eslovaquia      | 18' | Amistoso                            | 71' |
| 3. | 23 de marzo de 2019 | Friends Arena, Solna, Suecia                           | Suecia | 2-1 | Rumania         |     | Clasificación para la Eurocopa 2020 | 89' |
| 4. | 26 de marzo de 2019 | Ullevaal Stadion, Oslo, Noruega                        | Suecia | 3-3 | Noruega         |     | Clasificación para la Eurocopa 2020 | 62' |

### Participaciones en Eurocopas
| Copa          | Sede   | Resultado        | Partidos | Goles |
| ------------- | ------ | ---------------- | -------- | ----- |
| Eurocopa 2020 | Europa | Octavos de final | 4        | 0     |

## Estadísticas

### Clubes
Actualizado al último partido jugado el 25 de mayo de 2025.
| Club                              | Div.          | Temporada     | Liga  | Liga  | Copas nacionales | Copas nacionales | Copas internacionales | Copas internacionales | Total | Total | Media goleadora |
| Club                              | Div.          | Temporada     | Part. | Goles | Part.            | Goles            | Part.                 | Goles                 | Part. | Goles | Media goleadora |
| --------------------------------- | ------------- | ------------- | ----- | ----- | ---------------- | ---------------- | --------------------- | --------------------- | ----- | ----- | --------------- |
| AIK Solna · Suecia                | 1.ª           | 2016          | 24    | 10    | 2                | 3                | 3                     | 0                     | 29    | 13    | 0.45            |
| AIK Solna · Suecia                | Total club    | Total club    | 24    | 10    | 2                | 3                | 3                     | 0                     | 29    | 13    | 0.45            |
| Borussia Dortmund II · Alemania   | 4.ª           | 2016-17       | 1     | 0     | —                | —                | —                     | —                     | 1     | 0     | 0               |
| Borussia Dortmund · Alemania      | 1.ª           | 2016-17       | 0     | 0     | 1                | 0                | 0                     | 0                     | 1     | 0     | 0               |
| Borussia Dortmund · Alemania      | 1.ª           | 2017-18       | 5     | 0     | 3                | 1                | 4                     | 0                     | 12    | 1     | 0.08            |
| Borussia Dortmund · Alemania      | Total club    | Total club    | 5     | 0     | 4                | 1                | 4                     | 0                     | 13    | 1     | 0.08            |
| Borussia Dortmund II · Alemania   | 4.ª           | 2018-19       | 11    | 5     | —                | —                | —                     | —                     | 11    | 5     | 0.45            |
| Borussia Dortmund II · Alemania   | Total club    | Total club    | 12    | 5     | 0                | 0                | 0                     | 0                     | 12    | 5     | 0.42            |
| Willem II · Países Bajos          | 1.ª           | 2018-19       | 16    | 13    | 2                | 1                | —                     | —                     | 18    | 14    | 0.78            |
| Willem II · Países Bajos          | Total club    | Total club    | 16    | 13    | 2                | 1                | 0                     | 0                     | 18    | 14    | 0.78            |
| Real Sociedad · España            | 1.ª           | 2019-20       | 37    | 9     | 8                | 7                | —                     | —                     | 45    | 16    | 0.36            |
| Real Sociedad · España            | 1.ª           | 2020-21       | 34    | 17    | 2                | 0                | 8                     | 0                     | 44    | 17    | 0.39            |
| Real Sociedad · España            | 1.ª           | 2021-22       | 32    | 6     | 3                | 1                | 6                     | 3                     | 41    | 10    | 0.24            |
| Real Sociedad · España            | 1.ª           | 2022-23       | 2     | 1     | —                | —                | —                     | —                     | 2     | 1     | 0.5             |
| Real Sociedad · España            | Total club    | Total club    | 105   | 33    | 13               | 8                | 14                    | 3                     | 132   | 44    | 0.33            |
| Newcastle United F. C. Inglaterra | 1.ª           | 2022-23       | 22    | 10    | 5                | 0                | —                     | —                     | 27    | 10    | 0.37            |
| Newcastle United F. C. Inglaterra | 1.ª           | 2023-24       | 30    | 21    | 5                | 3                | 5                     | 1                     | 40    | 25    | 0.63            |
| Newcastle United F. C. Inglaterra | 1.ª           | 2024-25       | 34    | 23    | 8                | 4                | —                     | —                     | 42    | 27    | 0.64            |
| Newcastle United F. C. Inglaterra | Total club    | Total club    | 86    | 54    | 18               | 7                | 5                     | 1                     | 109   | 62    | 0.57            |
| Total carrera                     | Total carrera | Total carrera | 248   | 115   | 39               | 20               | 26                    | 4                     | 313   | 139   | 0.44            |

### Hat-tricks
| Partidos en los que anotó tres o más goles | Partidos en los que anotó tres o más goles | Partidos en los que anotó tres o más goles | Partidos en los que anotó tres o más goles | Partidos en los que anotó tres o más goles | Partidos en los que anotó tres o más goles | Partidos en los que anotó tres o más goles |
| N.º                                        | Fecha                                      | Estadio                                    | Partido                                    | Goles                                      | Resultado                                  | Competición                                |
| ------------------------------------------ | ------------------------------------------ | ------------------------------------------ | ------------------------------------------ | ------------------------------------------ | ------------------------------------------ | ------------------------------------------ |
| 1                                          | 21 de febrero de 2021                      | Reale Arena, San Sebastián                 | Real Sociedad - Deportivo Alavés           | Gol · Gol · Gol                            | 4 - 0                                      | Primera División de España 2020-21         |
| 2                                          | 21 de diciembre de 2024                    | Portman Road, Ipswich                      | Newcastle United - Ipswich Town            | Gol · Gol · Gol                            | 0 - 4                                      | Premier League 2024-25                     |

## Palmarés

### Títulos nacionales
| Título          | Club                   | País       | Año  |
| --------------- | ---------------------- | ---------- | ---- |
| Copa del Rey    | Real Sociedad          | España     | 2020 |
| Copa de la Liga | Newcastle United F. C. | Inglaterra | 2025 |